# Vincent Browne
Vincent Browne (17 juillet 1944) est un journaliste irlandais travaillant au Irish Times et au Sunday Business Post.
Très populaire en Irlande, il est particulièrement connu pour sa ténacité lorsqu'il interroge des responsables politiques et financiers.